# 第65回全国高等学校野球選手権大会
第65回全国高等学校野球選手権記念大会（だい65かいぜんこくこうとうがっこうやきゅうせんしゅけんきねんたいかい）は、1983年（昭和58年）8月8日から8月21日までの14日間にわたり阪神甲子園球場で行われた全国高等学校野球選手権大会である。

## 概要
開会式は65回大会を記念して、国土の緑化を目的として各都道府県の木を兵庫県に贈呈する「緑の開会式」として行われた。選手入場のプラカードはライトグリーン色となり、先導役の女子生徒の胸には、49代表校の都道府県の木が描かれたワッペンが付けられた。従来の選手宣誓に続いて、宇部商の中富力主将により「緑の宣誓」が行われ、目録を兵庫県知事の坂井時忠に手渡した。
1934年から使用されたパネル式スコアボードは今大会が最後となり、翌年の選抜大会から電光掲示板による表示となった。
今大会に出場した全国代表校の郷土ゆかりの木は、1984年から1985年にかけて鳴尾浜臨海公園の「白球の森」に植樹された。

## 代表校
| 東日本   | 東日本     | 東日本         |
| 地方大会 | 代表校     | 出場回数       |
| -------- | ---------- | -------------- |
| 北北海道 | 旭川竜谷   | 5年ぶり5回目   |
| 南北海道 | 駒大岩見沢 | 初出場         |
| 青森     | 八戸工大一 | 初出場         |
| 岩手     | 黒沢尻工   | 6年ぶり3回目   |
| 秋田     | 秋田       | 10年ぶり15回目 |
| 山形     | 日大山形   | 4年ぶり6回目   |
| 宮城     | 仙台商     | 14年ぶり3回目  |
| 福島     | 学法石川   | 7年ぶり2回目   |
| 茨城     | 茨城東     | 初出場         |
| 栃木     | 宇都宮南   | 初出場         |
| 群馬     | 太田工     | 初出場         |
| 埼玉     | 所沢商     | 5年ぶり3回目   |
| 山梨     | 吉田       | 4年ぶり2回目   |
| 千葉     | 印旛       | 初出場         |
| 東東京   | 帝京       | 初出場         |
| 西東京   | 創価       | 初出場         |
| 神奈川   | 横浜商     | 4年ぶり4回目   |
| 長野     | 長野商     | 44年ぶり8回目  |
| 新潟     | 中越       | 5年ぶり2回目   |
| 富山     | 桜井       | 4年ぶり2回目   |
| 石川     | 小松明峰   | 初出場         |
| 静岡     | 東海大一   | 7年ぶり3回目   |
| 愛知     | 中京       | 2年連続21回目  |
| 岐阜     | 岐阜第一   | 13年ぶり2回目  |
| 三重     | 相可       | 4年ぶり3回目   |

| 西日本   | 西日本   | 西日本         |
| 地方大会 | 代表校   | 出場回数       |
| -------- | -------- | -------------- |
| 福井     | 北陸     | 初出場         |
| 滋賀     | 比叡山   | 2年連続4回目   |
| 京都     | 東山     | 57年ぶり3回目  |
| 奈良     | 天理     | 3年ぶり11回目  |
| 和歌山   | 箕島     | 3年ぶり6回目   |
| 大阪     | PL学園   | 5年ぶり7回目   |
| 兵庫     | 市尼崎   | 初出場         |
| 岡山     | 岡山南   | 2年ぶり2回目   |
| 鳥取     | 米子東   | 23年ぶり10回目 |
| 広島     | 広島商   | 3年連続18回目  |
| 島根     | 大田     | 24年ぶり3回目  |
| 山口     | 宇部商   | 2年連続4回目   |
| 香川     | 高松商   | 3年ぶり18回目  |
| 愛媛     | 川之江   | 2年連続2回目   |
| 徳島     | 池田     | 2年連続4回目   |
| 高知     | 高知商   | 2年連続14回目  |
| 福岡     | 久留米商 | 21年ぶり3回目  |
| 佐賀     | 鳥栖     | 初出場         |
| 長崎     | 佐世保工 | 2年連続4回目   |
| 熊本     | 東海大二 | 初出場         |
| 大分     | 中津工   | 初出場         |
| 宮崎     | 高鍋     | 10年ぶり6回目  |
| 鹿児島   | 鹿児島実 | 2年ぶり9回目   |
| 沖縄     | 興南     | 4年連続6回目   |

## 試合結果

### 1回戦
8月8日
- 横浜商 5 - 4 鹿児島実（延長10回）
- 興南 2x - 1 長野商（延長10回）
- 東海大一 13 - 1 東海大二

8月9日
- 箕島 4x - 3 吉田（延長13回）
- 学法石川 2 - 1 米子東（延長10回）
- 中津工 8 - 2 八戸工大一
- 岐阜第一 7 - 0 天理

8月10日
- 岡山南 4 - 2 相可
- 池田 8 - 1 太田工
- 高鍋 10 - 2 旭川竜谷
- 広島商 5 - 4 中越

8月11日
- 佐世保工 2 - 0 黒沢尻工
- 鳥栖 6 - 2 桜井
- PL学園 6 - 2 所沢商
- 中京 11 - 1 北陸

8月12日
- 東山 2 - 0 創価
- 川之江 3 - 0 日大山形

### 2回戦
- 仙台商 2 - 1 比叡山

8月13日
- 宇部商 6x - 5 帝京
- 市尼崎 6 - 4 茨城東（延長10回）
- 宇都宮南 2 - 1 高松商
- 高知商 5 - 3 秋田

8月14日
- 印旛 3 - 1 大田
- 久留米商 9 - 0 小松明峰
- 箕島 5 - 3 駒大岩見沢
- 中京 8 - 3 岡山南

8月15日
- 岐阜第一 6 - 5 川之江
- 学法石川 5 - 2 東山
- 東海大一 7 - 1 鳥栖
- 池田 12 - 0 高鍋

8月16日
- 広島商 4 - 3 興南
- 横浜商 6 - 0 佐世保工
- PL学園 7 - 0 中津工

### 3回戦
8月17日
- 池田 7 - 3 広島商
- 久留米商 5x - 4 市尼崎
- PL学園 6 - 2 東海大一
- 中京 1 - 0 宇都宮南

8月18日
- 高知商 8 - 2 箕島
- 横浜商 19 - 3 学法石川
- 宇部商 3 - 0 仙台商
- 岐阜第一 5 - 0 印旛

### 準々決勝
8月19日
- 池田 3 - 1 中京
- 久留米商 6 - 3 岐阜第一
- PL学園 10 - 9 高知商
- 横浜商 4 - 1 宇部商

### 準決勝
8月20日
- PL学園 7 - 0 池田
- 横浜商 12 - 2 久留米商

### 決勝
|        | 1 | 2 | 3 | 4 | 5 | 6 | 7 | 8 | 9 | R | H | E |
| ------ | - | - | - | - | - | - | - | - | - | - | - | - |
| 横浜商 | 0 | 0 | 0 | 0 | 0 | 0 | 0 | 0 | 0 | 0 | 6 | 2 |
| PL学園 | 0 | 1 | 0 | 0 | 0 | 0 | 1 | 1 | X | 3 | 7 | 1 |

1. （横）：三浦 - 森屋
2. （Ｐ）：桑田、藤本 - 小島
3. 本塁打
（Ｐ）：清原、加藤
4. 審判
［球審］郷司
［塁審］山川・鈴木・片岡
5. 試合時間：2時間4分

| 横浜商 | 横浜商 | 横浜商          |
| 打順   | 守備   | 選手            |
| ------ | ------ | --------------- |
| 1      | [遊]   | 西村隆史（3年） |
| 2      | [二]   | 信賀正喜（3年） |
| 3      | [右]   | 高井直継（3年） |
| 4      | [左]   | 佐藤利晴（3年） |
| 5      | [中]   | 中村大伸（3年） |
| 6      | [一]   | 佐藤道宏（3年） |
| 7      | [投]   | 三浦将明（3年） |
| 8      | [捕]   | 森屋司（3年）   |
| 9      | [三]   | 林光夫（3年）   |

| PL学園 | PL学園 | PL学園            |
| 打順   | 守備   | 選手              |
| ------ | ------ | ----------------- |
| 1      | [左]   | 池部貴宣（3年）   |
|        | 投     | 藤本耕（3年）     |
| 2      | [右]   | 神野美津夫（3年） |
| 3      | [中]   | 加藤正樹（3年）   |
| 4      | [一]   | 清原和博（1年）   |
| 5      | [遊]   | 朝山憲重（3年）   |
| 6      | [三]   | 山中勝己（3年）   |
| 7      | [捕]   | 小島一晃（3年）   |
| 8      | [投]左 | 桑田真澄（1年）   |
| 9      | [二]   | 住田弘行（3年）   |

## 大会本塁打
1回戦
- 第1号：川道二郎（東海大二）
- 第2号：硯昌巳（箕島）
- 第3号：硯昌巳（箕島）
- 第4号：添田貴司（学法石川）
- 第5号：加藤陽祐（岐阜第一）
- 第6号：見並一也（相可）
- 第7号：井上知巳（池田）
- 第8号：加藤正樹（PL学園）
- 第9号：前田東郎（所沢商）

2回戦
- 第10号：大見達也（帝京）
- 第11号：浜口大作（宇部商）
- 第12号：浜口大作（宇部商）
- 第13号：岸本信也（高知商）
- 第14号：早矢仕正広（岐阜第一）
- 第15号：佐藤利春（横浜商）
- 第16号：桑田真澄（PL学園）

3回戦
- 第17号：水野雄仁（池田）
- 第18号：吉田衡（池田）
- 第19号：池田祐之（市尼崎）
- 第20号：太田代慎也（東海大一）
- 第21号：津野浩（高知商）
- 第22号：高井直継（横浜商）
- 第23号：秋村謙宏（宇部商）

準々決勝
- 第24号：高橋勝也（池田）
- 第25号：小島一晃（PL学園）
- 第26号：津野浩（高知商）

準決勝
- 第27号：桑田真澄（PL学園）
- 第28号：住田弘行（PL学園）
- 第29号：小島一晃（PL学園）

決勝
- 第30号：清原和博（PL学園）
- 第31号：加藤正樹（PL学園）

## その他の主な出場選手
- 荻原満（仙台商）
- 松井達徳（学法石川）
- 加茂川重治（茨城東）
- 田辺徳雄（吉田）
- 山中律俊（印旛）
- 小野和義（創価）
- 野中徹博（中京）
- 鈴木俊雄（中京）
- 紀藤真琴（中京）
- 森昌彦（中京）
- 吉田永憲（東山）
- 南渕時高（天理）
- 吉井理人（箕島）
- 山下徳人（箕島）

- 嶋田章弘（箕島）
- 池山隆寛（市尼崎）
- 横谷総一（岡山南）
- 杉本真吾（米子東）
- 大森剛（高松商）
- 中山裕章（高知商）
- 山田武史（久留米商）
- 内山正博（鳥栖）
- 香田勲男（佐世保工）
- 後藤慎治（東海大二）
- 坂口裕之（高鍋）
- 横山靖史（高鍋）
- 仲田幸司（興南）
- 仲田秀司（興南）